# Regressie (psychologie)
Regressie is het terugkeren naar een eerdere fase van de levensontwikkeling. In de meeste gevallen treedt regressie op als afweermechanisme bij het verwerken van negatieve gevoelens of emoties. Dit kan acuut zijn, maar kan ook chronische vormen aannemen. Het verschijnsel kan zowel in gedachtepatronen als gedrag optreden. Het begrip is afkomstig uit de psychoanalyse. 
Bekende voorbeelden van regressie zijn secundaire enurese en oudere kinderen die weer gaan duimzuigen als ze onzeker zijn. Ook een eetstoornis als boulimia nervosa wordt soms gezien als een vorm van regressie, namelijk als terugkeer naar de orale fase. Volgens dezelfde visie kunnen obsessies en dwanghandelingen beschouwd worden als een terugkeer naar de anale fase. Ook infantilisme kan als een vorm van regressie worden begrepen. Een andere vorm van regressie is associatieve regressie, deze vorm van regressie ontstaat wanneer iemand in de buurt is van mensen uit zijn verleden. 
Regressie in psychologische zin, als terugval in een eerdere levensfase, dient onderscheiden te worden van regressie als psychotherapeutische techniek, om via herbeleving de gevolgen van traumatische gebeurtenissen los te laten.